# Zeesproei

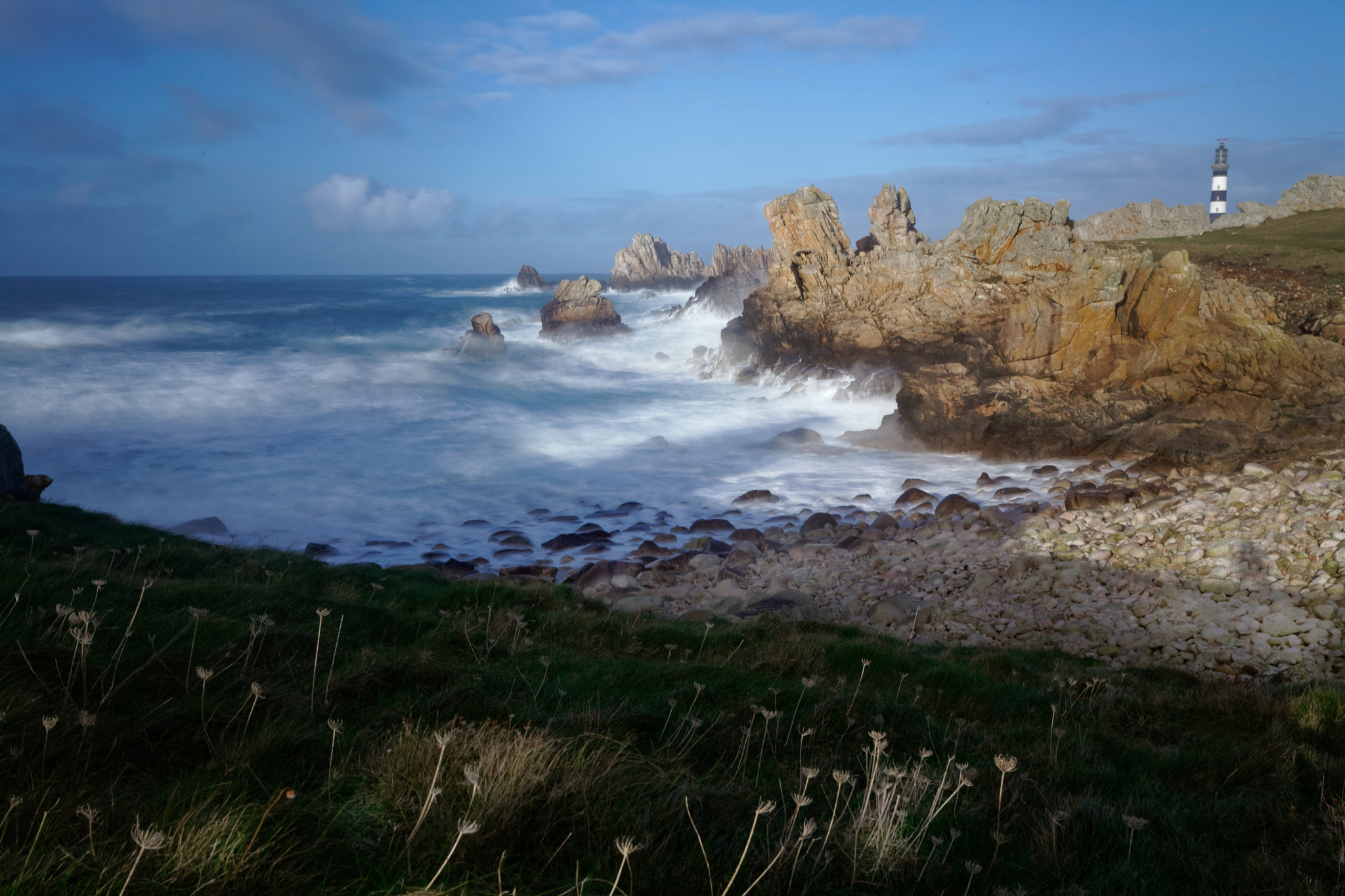

Met zeesproei, doorgaans salt spray of sea spray genoemd, bedoelt men de aerosoldeeltjes die uit zeewater worden afgeworpen in de aardatmosfeer, doordat (bij golfbewegingen) waterbellen barsten op de waterspiegel. Zeesproei bevat zowel organisch stoffen als de anorganische zouten die zeezoutareosol (SSA) vormen. SSA heeft het vermogen om condensatiekernen (CCN) te vormen en aerosolverontreinigende stoffen van antropogene oorsprong uit de atmosfeer te verwijderen. Tevens kan (zware) zeesproei de ontwikkeling van bliksem in onweerswolken remmen.